# Provincia della frontiera nord-occidentale
La Provincia della frontiera nord-occidentale (in inglese: North-West Frontier Province) era una agenzia dell'India britannica. L'area rimase tale dapprima dell'Impero britannico, passando poi al Pakistan e rimanendo attiva sino al 19 aprile 2010 quando divenne nota col nome di Khyber Pakhtunkhwa con la firma del diciottesimo emendamento da parte del presidente Asif Ali Zardari.
La provincia copriva un'area di 70709 km², includendo buona parte dell'attuale provincia pakistana di Khyber Pakhtunkhwa esclusi gli stati principeschi di Amb, Chitral, Dir, Phulra e Swat. La capitale era la città di Peshawar, e la provincia era composta da tre divisioni (Peshawar, Dera Ismail Khan e Malakand). Sino al 1947, la provincia era circondata da cinque stati principeschi a nord, gli stati minori dell'agenzia del Gilgit a nordest, la provincia del Punjab occidentale a est e la provincia del Belucistan a sud. L'Afghanistan si trovava a nordovest.

## Storia
Gran parte del territorio di questa provincia era parte anticamente dell'Impero Durrani sino agli anni '20 dell'Ottocento quando il maharaja Ranjit Singh dell'impero sikh si pose di base a Lahore, sfruttando il caos interno alla famiglia afghana regnante in loco ed annettendo il territorio al suo impero.
Successivamente, dopo la seconda guerra anglo-afghana del 1848–1849, quando il Punjab passò sotto il controllo della compagnia britannica delle Indie orientali, questa regione con le aree della frontiera tribale svolgevano da "zona cuscinetto" con l'Afghanistan. La provincia venne formalmente istituita nel 1901 dall'amministrazione britannica, inizialmente sotto la guida di un Commissario Capo e poi di un governatore sino al 1938 circa.
Con la Partizione dell'India, il referendum tenutosi nel luglio del 1947 nel quale il popolo della provincia decise di aderire al Pakistan. Ad ogni modo, il primo ministro Khan Abdul Jabbar Khan, assieme al fratello Bacha Khan ed ai Khudai Khidmatgar, boicottarono il referendum, citando il fatto che il referendum non contemplasse la possibilità di divenire uno stato indipendente o di aderire all'Afghanistan. La provincia perdurò sino al 1955 quando venne unita al Pakistan occidentale con la politica annunciato dal primo ministro Chaudhry Mohammad Ali. Mianwali e Attock vennero rimosse dall'area ed unite al Punjab. La provincia venne ricreata nel 1970 e rimase tale sino all'aprile del 2010 quando venne rinominata Khyber Pakhtunkhwa.

## Demografia
All'indipendenza, la maggior parte della popolazione era della tribù dei pashtun e di fede musulmana, anche se vi erano alcune minoranze indù e sikh. Nella provincia della frontiera nord occidentale si parlavano il pashto, l'hindko, il kohistani e altre lingue minori. Prima dell'arrivo degli inglesi, la lingua ufficiale del governo era il persiano.

## Governo
L'incarico di Governatore e Primo Ministro perdurarono nella provincia nord-occidentale sino al 14 ottobre 1955.
| Periodo                             | Governatori                             |
| ----------------------------------- | --------------------------------------- |
| 14 agosto 1947 – 8 aprile 1948      | Sir George Cunningham                   |
| 8 aprile 1948 – 16 luglio 1949      | Sir Ambrose Dundas Flux Dundas          |
| 16 luglio 1949 – 14 gennaio 1950    | Sahibzada Mohammad Kursheed             |
| 14 gennaio 1950 – 21 febbraio 1950  | Mohammad Ibrahim Khan Jhagra (de facto) |
| 21 febbraio 1950 – 23 novembre 1951 | Ismail Ibrahim Chundrigar               |
| 24 novembre 1951 – 17 novembre 1954 | Khwaja Shahabuddin                      |
| 17 novembre 1954 – 14 ottobre 1955  | Qurban Ali Khan                         |
| 14 ottobre 1955                     | Scioglimento della provincia            |

| Periodo                             | Primo ministro                    | Political party           |
| ----------------------------------- | --------------------------------- | ------------------------- |
| 1 aprile 1937 – 7 settembre 1937    | Sir Sahibzada Abdul Qayyum Khan   | Nominato dal governo      |
| 7 settembre 1937 – 10 novembre 1939 | Khan Abdul Jabbar Khan (1ª volta) | Indian National Congress  |
| 10 novembre 1939 – 25 maggio 1943   | governo del governatore           | governo del governatore   |
| 25 maggio 1943 – 16 marzo 1945      | Sardar Aurangzeb Khan             | Muslim League             |
| 16 marzo 1945 – 22 agosto 1947      | Khan Abdul Jabbar Khan (2ª volta) | Indian National Congress  |
| 14 agosto 1947                      | Indipendenza del Pakistan         | Indipendenza del Pakistan |
| 23 agosto 1947 – 23 aprile 1953     | Abdul Qayyum Khan Kashmiri        | Pakistan Muslim League    |
| 23 aprile 1953 – 18 luglio 1955     | Sardar Abdur Rashid Khan          |                           |
| 19 luglio 1955 – 14 ottobre 1955    | Sardar Bahadur Khan               |                           |